# Zhi Bingyi
 (mars 2022).
支秉彝
Zhi Bingyi (支秉彝), né le 19 septembre 1911 et décédé le 24 juillet 1993 était un scientifique chinois dans les domaines des télécommunications, des instruments de mesure et du codage des caractères chinois. C'est principalement dans ce dernier domaine qu'il est connu .